# Piękniś sułtanek
Piękniś sułtanek (Charaxes jasius) – gatunek motyla dziennego z rodziny rusałkowatych (Nymphalidae). Posiada ciemnobrunatne ubarwienie skrzydeł z pomarańczowymi brzegami, zamieszkuje południową Europę oraz Afrykę.
Zielone gąsienice tego gatunku żerują na krzewach i krzewinkach. Samice nie różnią się od samców ubarwieniem skrzydeł. Spody skrzydeł tego motyla są znacznie bardziej ubarwione niż górne powierzchnie. W Afryce piękniś sułtanek preferuje sawanny, w śródziemnomorskich obszarach Europy zasiedla makię do wysokości 1200 m n.p.m. Dorosłe osobniki są wytrawnymi lotnikami, korzystającymi z wznoszących prądów powietrza.

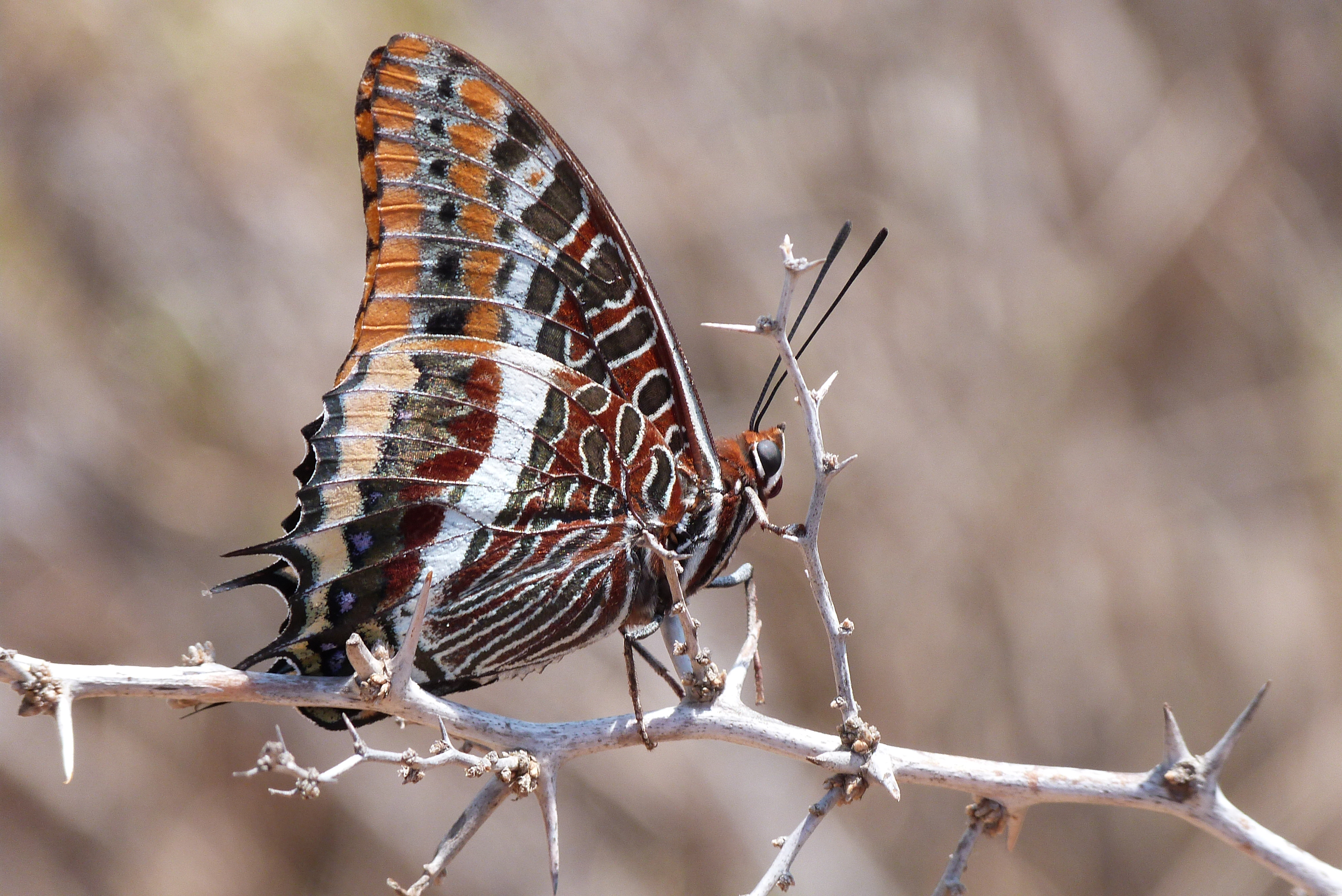
Spodnia strona skrzydeł
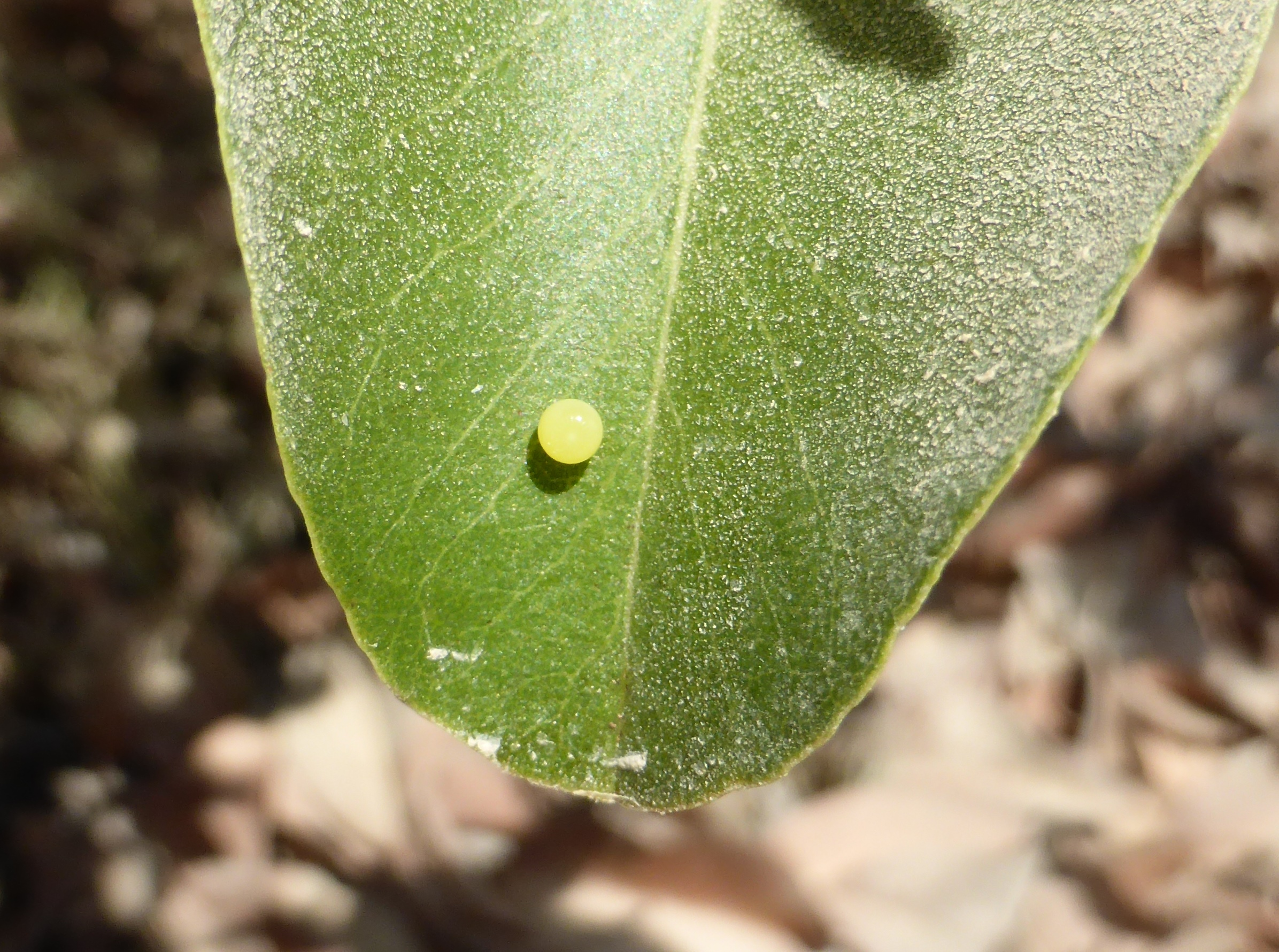
jajo
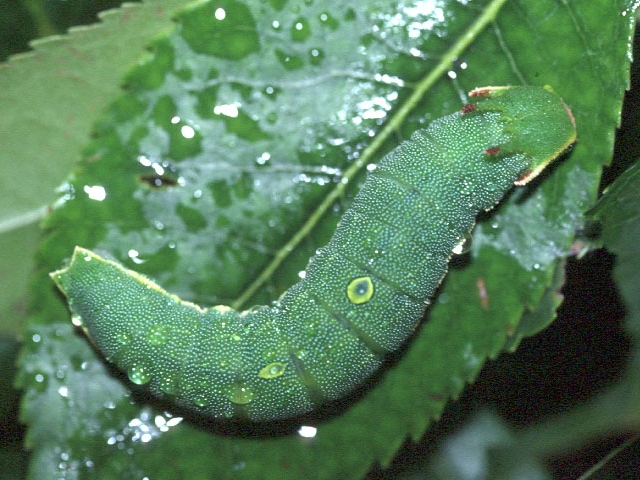
forma larwalna
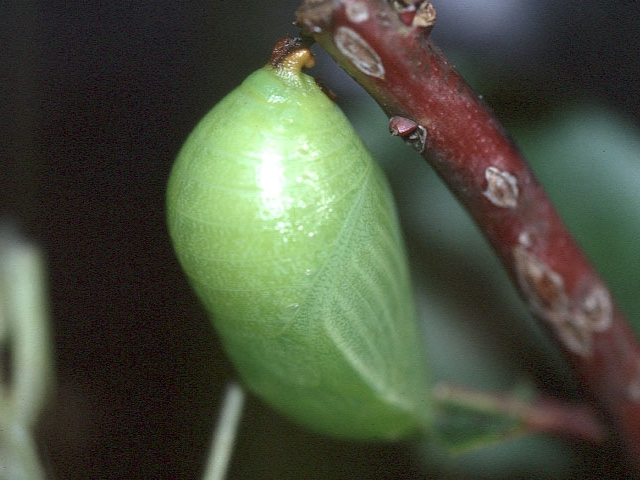
kokon